# Человеческая аскарида
Челове́ческая аскари́да (лат. Ascaris lumbricoides) — паразитический круглый червь, вызывающий аскаридоз. Космополит, живёт в просвете тонкой кишки человека.

## Характеристика

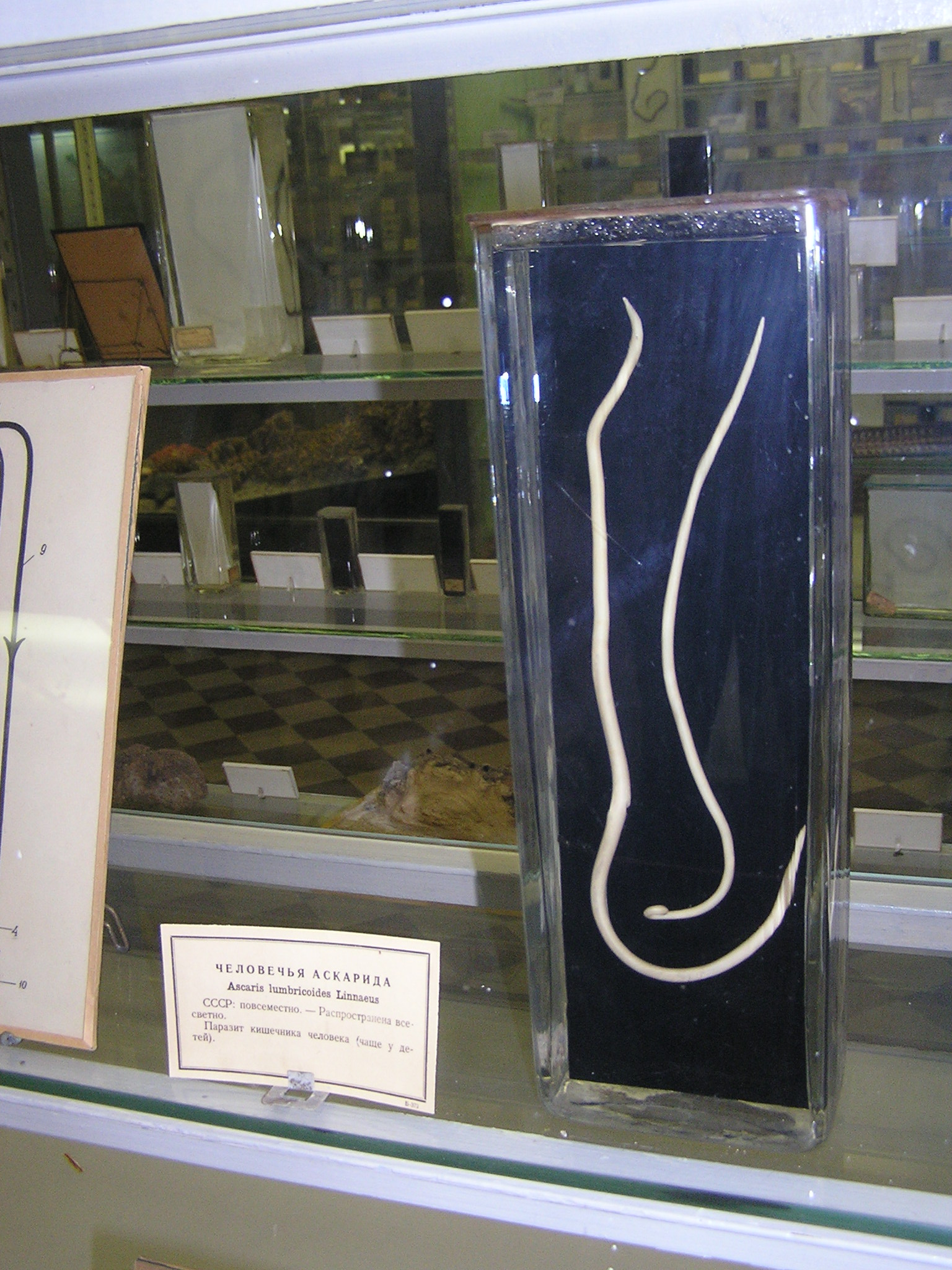
Человеческая аскарида (влажный препарат)

Не имеет органов прикрепления, постоянно движется навстречу пищевым массам. Эпителий аскариды (гиподерма) секретирует на поверхности многослойную гибкую кутикулу, состоящую из 10 слоёв, которая выполняет роль своеобразного наружного скелета, а также защищает от механических воздействий, ядовитых веществ и переваривания пищеварительными ферментами хозяина. Под гиподермой находятся продольные мышцы.
Из органов чувств развиты  осязательные бугорки (папилломы) вокруг рта.  Кишечник трубкообразный, всасывание питательных веществ происходит в средней кишке. Нервная система образована скоплением нейронов вокруг окологлоточного кольца и отходящими от него нервными стволами, идущими вдоль тела.
Аскарида человеческая паразитирует в тонком кишечнике человека.. Длина взрослой самки 20-40 см, самца — 15-25 см. Задний конец тела самца загнут на брюшную сторону. Продолжительность жизни 11-12 месяцев.
Размножаются аскариды только половым путём. Это раздельнополые организмы. Органы размножения имеют вид извитых трубочек. Половая система самца представлена одним семенником, переходящим в семяпровод, впадающий в заднюю кишку. У самок имеется 2 яичника. От них отходят яйцеводы, переходящие в матки, которые сливаются в непарное влагалище, открывающиеся отверстием в брюшной стороне тела. Оплодотворение внутреннее. Самка ежесуточно откладывает в кишечнике человека до 240 000 яиц, которые с каловыми массами выводятся во внешнюю среду. Яйца покрыты многослойной оболочкой, поэтому они очень устойчивы к неблагоприятным условиям, их могут убить только вещества, растворяющие жир: спирт, эфир, бензин или горячая вода, прямые солнечные лучи. Описаны случаи, когда яйца оставались 4—5 лет в формалине, не теряя жизнеспособности.
Промежуточных хозяев нет. Перед тем, как попасть в тело хозяина, яйца проходят развитие в почве. Таким образом, человеческая аскарида относится к геогельминтам. Оптимальная температура для развития яиц в земле — 24 °C. В благоприятных условиях жизнеспособное яйцо может пролежать в почве 10−12 лет. Яйца аскариды устойчивы к замораживанию.

## Жизненный цикл
Развитие аскариды идет без смены хозяев. Яйца созревают в почве после выхода из кишечника человека. Во влажной почве при доступе кислорода, при температуре 25-27 градусов на 16-17 день в яйце формируется личинка, которая проделывает две линьки внутри оболочки яйца  (более ранние данные о наличии в яйце только одной линьки были опровергнуты . Заражение происходит в случае проглатывания таких яиц с немытыми овощами, фруктами, с водой, а также в случае переноса яиц мухами на продукты питания. Из проглоченных яиц в кишечнике выходят микроскопические личинки, которые затем совершают миграцию через стенки кишечника в кровеносные сосуды, печень, в нижнюю полую вену, в правое предсердие и желудочек сердца, а потом в легкие. При откашливании личинки из легких с током слизи по дыхательным путям попадают в глотку и вторично заглатываются, останавливаясь в тонкой кишке, где достигают половой зрелости. Цикл развития можно представить в виде схемы:
| Стадии развития  | Пути передвижения и место развития                   |
| ---------------- | ---------------------------------------------------- |
| Яйцо             | Внешняя среда (почва)                                |
| Молодая личинка  | Через стенки кишечника — с потоком крови в лёгкие    |
| Взрослая личинка | С мокротой при откашливании — через глотку в желудок |
| Взрослый червь   | Кишечник                                             |

### Стадия миграции паразитов
При попадании в кишечник личинка аскариды сбрасывает яйцевые оболочки. Этот процесс называется линькой. Выделяя собственные ферменты, незрелая особь аскариды растворяет оболочку яйца и выходит наружу.
С помощью крючковидного отростка она впивается в слизистую оболочку тонкого кишечника, откуда проникает в местные вены. С потоком крови паразиты попадают в крупные сосуды печени, а затем в правые отделы сердца. По системе вен и артерий, исходящих из сердца, аскариды мигрируют по мелким сосудам легких в просвет дыхательных путей. Реснички слизистой трахеи, густо покрывающие её поверхность, своими мерцательными движениями поднимают их кверху в трахею. Кашлевой рефлекс, возникающий при этом, выбрасывает личинок глистов в ротовую полость. Часть из них заглатывается со слюной обратно в желудок. Длительность этой фазы составляет 8−15 суток.

### Кишечная стадия
С этого момента жизненного цикла развития паразита начинается формирование взрослой особи. Эту фазу именуют кишечной. Именно в тонком кишечнике наступает конечный этап развития личинки во взрослую особь. Общая продолжительность существования одной аскариды в организме хозяина около одного года. Однако регулярное самоинфицирование обусловливает увеличение числа гельминтов. Отсюда следует, что болеть аскаридозом можно годами.
От попадания незрелого яйца в тело человека до первой кладки яиц проходит 75-100 дней. Хотя опыт показывает, что в кале незрелые личинки уже появляются спустя два месяца.
На начальном этапе своего развития молодая аскарида питается плазмой крови. По мере роста она переходит на клетки крови — эритроциты. Дело в том, что красные кровяные тельца содержат большое количество кислорода. Каждый этап жизненного цикла паразитов требует все большего количества этого газа. Кислородное голодание заставляет личинку в миграционной стадии интуитивно двигаться к своей цели — легким, богатым кислородом. Способом питания, кстати, определяется окраска гельминтов. Жизнеспособные они окрашены в красный цвет, а погибшие глисты приобретают белую окраску.
Многие ошибочно думают, что проходя все этапы своего цикла, глисты покидают организм. Это не так. На самом деле такой длительный путь миграции личинок обеспечивает равномерное распределение паразитов во всем теле. Поэтому воспалительные процессы, протекающие в печени, сердечной мышце, легких и ЖКТ не случайны. Клинически они проявляются желтухой, миокардитом, бронхитами и пневмониями, панкреатитами и желудочно-кишечными кровотечениями соответственно.

### Размножение нематод
Подобно остальным представителям класса нематоды, аскариды - раздельнополые паразиты. Самец и самка имеют типичные признаки для своего пола. Репродуктивная система мужской особи представляет собой трубку с семяизвергательным каналом, отверстие которого открывается в клоаку. Половая система женской особи более сложная. В её состав входят яичники, яйцеводы, семяприемник, матка, а также яйцеизвергатель и влагалище. Оплодотворение яиц происходит в её семяприемнике. Во время спаривания самец прикрепляется к телу самки при помощи специальных выростов на конце тела.

### Нетипичная цикличность жизни аскарид
Аскарида не всегда следует классическому развитию в ходе своей жизнедеятельности. Это значит, что не обязательно кишечная фаза сменит миграционную. Часть личинок может задерживаться в печени и разрушаться там под действием защитных клеток. При сильном кашле с обильной мокротой большая доля паразитов выходит наружу с бронхиальной слизью. Поэтому яркая клиника на начальном этапе может угасать со временем. Объяснением этого служит сокращение численности глистов в организме человека.

## Вред
Аскариды травмируют слизистую оболочку кишечника человека, отравляют его организм ядовитыми веществами (продуктами обмена веществ). Вызывают боли в желудке и кишечнике, расстройство пищеварения, уменьшение аппетита, снижение работоспособности и другие явления. Для предохранения от заражения аскаридами необходимо соблюдать правила личной гигиены — старательно мыть руки перед едой, не употреблять плохо вымытые овощи и фрукты, беречь пищу от мух, тараканов и других насекомых. Больным аскаридозом следует обратиться к врачу и по рекомендации врача применять медицинские препараты.
Сильное распространение аскарид в некоторых странах связано, как это часто бывает, с особенностями бытовых условий населения. Этому способствует, например, применение для удобрения огородов человеческих экскрементов, отчего яйца аскарид попадают в землю и далее с плохо вымытыми овощами в организм человека.
Любимым местом обитания червей является тонкая кишка, однако также встречаются аскариды в мозге, легких, печени, мигрируют с током крови

### Аскариды в ЖКТ и печени
Наиболее часто аскаридоз протекает с поражениями кишечника и печени. Яйца личинок попадают в организм человека пероральным путём, это значит, что изначально они проходят в пищевод и кишечник. В кишечнике из яиц вылупляются личинки, которые продолжают своё развитие, начав с миграции.
Из ЖКТ аскариды переходят в печень, а также желчные пути. При этом они вызывают давление на протоки печени и обтурационную желтуху. Переместиться паразиты могут и в поджелудочную железу.
Симптомы подобной формы заболевания имеют ярко выраженный характер, однако в основном они указывают на сбои в работе ЖКТ, а также нервной системы.
Признаки аскаридоза печени:
1. Нарушение аппетита.
2. Приступы тошноты и рвоты.
3. Болевые ощущения в животе.
4. Диарея, наличие кровяных сгустков в каловых массах.
5. Бесконтрольная потеря веса.
6. Повышенное слюноотделение.
7. Общая слабость.
8. Аллергические реакции в виде кожного зуда и крапивницы.

Аскариды, обитающие в кишечнике и печени, нередко провоцируют развитие кишечной непроходимости, аппендицита, перитонита, панкреатита, абсцесса печени.

### Аскариды в крови и сердце
Через слизистые оболочки аскариды попадают в капилляры, стенки тонкой кишки. Далее по крови в венах они разносятся по всему организму и оседают во внутренних органах человека.
В сердце аскариды попадают из печени, оседают в правой половине кровеносной мышцы, в правом желудочке. Осложнениями выступают боли в сердце, ишемическая болезнь сердца, возникают геморрагии (кровоизлияния) и эозинофильные инфильтраты.

### Аскариды в лёгких
В легких Аскариды часто не распознаются, а принимаются за другие заболевания, такие, как грипп, ОРЗ, пневмония, бронхит, туберкулез. Это связано с клиническими симптомами, проявление которых происходит в результате жизнедеятельности аскарид. Признаки гельминтов в легких:
- Сухой кашель, который имеет постоянный или приступообразный характер.
- Сухой хрип.
- Сильная одышка.
- Развитие бронхитов и пневмонии.
- Повышение температуры тела.

Легочная форма аскаридоза довольно быстро может приобрести хронический характер, при котором течение болезни будет сопровождаться сезонными обострениями. В этом случае аскаридоз нередко ведет к развитию бронхиальной астмы.
При наличии аскарид в легких наиболее часто возникают эозинофильные инфильтраты — особые очаги воспаления. Воспалительные процессы происходят в результате механического действия личинок в легких, этот же фактор вызывает и кровоизлияния, которые могут привести к появлению абсцессов. При аскаридозе в легких образуются отеки и растяжения альвеол.

### Аскариды в головном мозге
Аскариды в мозге обладают своей клинической картиной, которая меняется в зависимости от локализации червей. Если личинки гельминта выбирают своим местом обитания внешние оболочки мозга, то развитие получает менингоэнцефалит, сопровождающийся сильными головными болями — мигренями.
Если же Аскариды располагаются в глубине борозд мозгового вещества, возрастает вероятность образования особых уплотнений из соединительной ткани — грануляций. В результате у человека могут возникнуть симптомы, схожие с признаками опухолей мозга головы:
1. Эпилептиформные припадки.
2. Судороги.
3. Потеря сознания.
4. Повышение артериального давления.
5. Головокружения.
6. Выраженные неврозы.
7. Депрессии.

Если аскариды располагаются вблизи слухового либо зрительного нерва, то вышеперечисленные симптомы дополняются ослаблением слуха и зрения.
Аскариды попадают в головной мозг посредством кровеносной системы. Наиболее часто аскариды мигрируют с током крови в верхнюю полую вену из нижней, так как в венах головы нет клапанов, что облегчает их проникновение. Непосредственно в головной мозг они попадают через плечеголовные вены.
Личинки гельминтов могут двигаться через носоглотку, придаточные пазухи носа, а также через продырявленную пластину мозга. Попадая в переднюю ямку черепа, они проходят в передние доли мозга головы.
Аскариды также могут попасть в головной мозг через глоточные отверстия слуховых труб. Из отверстий они мигрируют в среднее ухо, затем во внутреннее ухо, после чего перебираются в мозг через пирамиды височных костей.

## Польза

### Рождаемость и аутоиммунный механизм
Исследователи из Калифорнийского Университета под руководством Арона Блэкуэлла (Aron D. Blackwell) провели исследование женщин в племенах боливийских аборигенов, по результатам которого было обнаружено, что при инвазии Ascaris lumbricoides увеличивается вероятность забеременеть и успешно выносить ребёнка. Так, в среднем, носительницы Аскарид рождают на два ребёнка больше, чем те, у которых гельминты не обнаружены. Исследователи связывают это с реакцией иммунной системы. Повышая или понижая уровень Т-клеток в организме, гельминты косвенно влияют на способность к зачатию.